# Hidrocodonă
Hidrocodona este un analgezic opioid semi-sintetic derivat de codeină, fiind utilizat în tratamentul durerilor severe sau ca antitusiv la adulți. Calea de administrare disponibilă este orală. Este adesea utilizată în asociere cu paracetamolul.
Oxicodona este un agonist al receptorilor opioizi μ. Pe cale orală, are un efect de aproximativ 1,5 ori mai mare decât morfina, pentru o masă echivalentă de substanță.
Substanța a fost patentată în 1923 și aprobată pentru uz medical în Statele Unite în 2013.